# Lydia Lipkowska
Lydia Yakolevna Lipkowska (em russo: Лидия Яковлевна Липковская; em ucraniano: Лідія Яківна Липковська; 10 de maio de 1882 – 22 de março de 1958) é conhecida por interpretar o papel de Violetta em La traviata no Metropolitan Opera em Nova York e como artista convidada nas companhias Boston Opera e Chicago Grand Opera em 1910, tendo sido uma soprano operístico de origens russo-romenas.
Depois de estudar em Kamyanets-Podilski e no Conservatório de São Petersburgo com Natalia Iretskaya, aluna de Pauline Viardot, trabalhou no Teatro Mariinski entre 1906-1908 e depois entre 1911-1913.